# アナライズ・ユー
『アナライズ・ユー』（原題: Analyze That）は2002年公開のアメリカ映画。『アナライズ・ミー』の続編。

## ストーリー
かつてニューヨーク・マフィアの大物として名を馳せたポール・ヴィッティも、今では刑務所の中。ある日、そのポールがおかしくなった。突然歌い出すかと思えばすぐに止め、「トゥナイト」（『ウェストサイド物語』）を歌わなければ気がおさまらない。以前ポールのかかりつけの精神科医だったベン・ソベルが呼ばれた。ベンの診察によると、囚人の中には大物として有名な彼の命を狙う者もいたため、元々ストレス症をかかえていたポールにとっては、それが大きなストレスとなって奇行に走らせている可能性があるという。FBIは、ベンの診察にしたがってポールを釈放し、ベンの観察下に置いた。
演技で狂ったようにして、どうにか娑婆に戻ったポールはある日、ベンの家に押しかけ、マフィアから足を洗いたいと言いだした。ベンはポールにいくつかの仕事を紹介するが、身に付いたマフィア気質が抜けきらず、どれも失敗してしまう。同じ頃、かつてポールが率いたマフィアのボスのパティー・ロプレスティは、対立するリガッチ・ファミリーと抗争中で、両者ともポールを仲間に引き入れようと画策していた。パティーから命を狙っているのはリガッチ一味だと聞かされたポールは、リガッチ一味に堅気になるために新しい仕事を探していることを告げる。そうこうするうち、ベンは、マフィアもののテレビドラマのアドバイザーというポールにぴったり合いそうな仕事を見つける。アドバイザーの仕事に就いたポールは、ドラマにリアリティがないと感じ、昔の仲間達を集結させた。一方、ベンはFBIからの情報でポールが仲間を集め何か大仕事を企んでいると知り、ポールのもとを訪ねる。二人はラガッチの刺客とのカーチェイスに巻き込まれ、ポールはその隙にベンの監視を逃れる。
ベンの息子はポールの運転手となっており、ベンはポールの居場所を息子・マイケルから聞き出す。ベンはポールからパティーと協力して金塊輸送車を襲撃する計画があることを聞かされる。ベンはポールを止めようとするが、逆に計画に巻き込まれてしまう。襲撃は成功するが、リガッチと通じていたパティーの手下が裏切る。ベンはその事に激怒し裏切ったその手下を殴り倒し、他の裏切り者もポールらが片付ける。奪った金塊をポールはリガッチ一味を挙げる材料にし、こうしてマフィア抗争は防がれる。
最後はジェリーを伴ったポールが「サムウェア」（『ウェストサイド物語』）を歌いながら、ベンと別れるシーンで終わる。

## キャスト
俳優の横のカッコ内はDVD日本語吹替キャスト。
- ポール・ヴィッティ - ロバート・デ・ニーロ[2][3]（菅生隆之）[1]
- ベン・ソベル - ビリー・クリスタル[2][3]（梅津秀行）[1]
- ローラ・ソベル - リサ・クドロー[2][3]（堀越真己）[1]
- ジェリー - ジョー・ヴィテレリ[2][3]（渡部猛）[1]
- パティー・ロプレスティ - キャシー・モリアーティ[2][3]（弥永和子）[1]
- リチャード・チャピン - ジョン・フィン[2][3]（津田英三）[1]
- シーザー - リーフ・リデル[2][3]（横島亘）[1]
- エディ - レイモンド・フランザ[2][3]（西凛太朗）[1]
- サル・マシエロ - パット・クーパー[2][3]（佐々木敏）[1]
- マイケル・ソベル - カイル・サビヒー[2][3]
- セローン刑事 - キャリー・ソーン[2][3]
- ミラー刑事 - ジェームズ・ビベリー[2][3]
- ルー・リガッチ - フランク・ジオ[2][3]
- アンソニー・ベラ - アンソニー・ラパーリア
- ラウル・バーマン - レグ・ロジャース[2]
- ストリッパー - ジーナ・リン
- ポール・ハーマン[2]
- スティーヴン・カンプマン[2]
- ヴィニー・ヴェラ・シニア[2]
- ジョーイ・ディアス[2]
- ドナマリー・レッコ[2]
- ジョー・トーレ[3]
- マイケル・トーレ[3]
  - その他の声の吹き替え：横島亘／吉見一豊／西凜太朗／益富信孝／渡辺美佐／阪口周平／村治学／後藤哲夫／島香裕／松井範雄／前田ゆきえ／姫野惠二／小谷津央典／清水敏孝／くわはら利晃／金子達／大野エリ

## ソフト
ワーナー・ブラザースからDVDが2003年9月5日リリース、BDが2010年7月14日リリース。